# NGC 2046
NGC 2046 je otvoreni skup u zviježđu Stolu. 

## Vanjske poveznice
- SEDS: NGC 2046